# Goera dairiana
Goera dairiana är en nattsländeart som beskrevs av Malicky 1978. Goera dairiana ingår i släktet Goera och familjen grusrörsnattsländor. Inga underarter finns listade i Catalogue of Life.